# Polizeiruf 110: Inklusive Risiko
Inklusive Risiko ist ein deutscher Kriminalfilm von Thomas Jacob aus dem Jahr 1984. Der Fernsehfilm erschien als 94. Folge der Filmreihe Polizeiruf 110.

## Handlung
Der 19-jährige Freddy Zieske kommt mit seinem Stiefvater Hermann nicht zurecht. Er glaubt, Hermann würde seinen eigenen Sohn Max ihm vorziehen. Tatsächlich hält Hermann von Freddy nicht viel, ist er doch in seinen Augen zu „unmännlich“: Freddy will gerne Journalist werden. Zudem leidet er an Asthma, weswegen er auf dem Bau nicht ernst genommen und nur für leichte Arbeiten eingeteilt wird. Da Hermann ihn in seinen Betrieb eingeführt hat, werden Beschwerden über Freddy, der regelmäßig zu spät kommt, direkt an ihn weitergetragen. Auch das verbessert das Vater-Sohn-Verhältnis nicht. Heimlich hat Freddy Freundschaft mit dem früheren Kriminellen Kulle geschlossen und plant, ihm sein Haus abzukaufen. Darin will er mit seiner Freundin wohnen. Erste Raten hat Freddy bereits abgezahlt. Was niemand weiß, ist, dass Freddy heimlich kleinere Einbrüche begeht. Mit dem oftmals geringen Gewinn kann er über 1000 Mark für das Haus zusammenbekommen. Die Einbrüche begeht er in Anlehnung an Kulles frühere Brüche: Stets steigt er durch die Decke in darunterliegende Räume ein. Den Bauschutt fängt er mit einem aufgeklappten Schirm auf. Während der Einbrüche kommentiert er seine Aktionen und spricht wie ein Radio-Reporter auf Band.
Freddys Mutter Traudel leidet unter dem schlechten Verhältnis von Freddy und Hermann. Sie überredet Hermann, Freddy an einem Abend auf ein Bier einzuladen. Freddy vergisst die Einladung jedoch, verbringt den Abend mit seiner Freundin, versucht in einen Laden einzubrechen und schlägt dabei einen Wachmann nieder, und setzt sich später zu Kulle auf ein Bier in eine Kneipe. Hier sieht Hermann ihn und holt ihn in den Sohn bloßstellender Art aus der Gaststätte. Zu Hause kommt es zum Streit und Freddy packt seine Sachen und geht. Er zieht in eine Waldhütte, wohin er sich von Max seine Einbruchswerkzeuge bringen lässt. Er hat in einem Kaufhaus den Raum der Schmuckabteilung gesehen und will nun endlich den großen Bruch machen. Nicht zuletzt braucht er schnell Geld, hat Kulle doch angeblich ein lukratives Angebot für sein Haus erhalten.
Die Polizei um Hauptmann Peter Fuchs sucht bisher vergeblich nach dem Dieb. Ein Abgleich mit Altfällen bringt sie auf Kulle, der nach dem gleichen Prinzip wie der neue Dieb arbeitete. Kulle jedoch hat sich längst zur Ruhe gesetzt. Einige Tage später meldet Traudel ihren Sohn bei der Polizei als vermisst. Sie erwähnt dabei die Freundschaft ihres Sohnes mit Kulle, und die Ermittler werden hellhörig. Sie untersuchen Freddys Zimmer, finden dort den bei den Einbrüchen genutzten Schirm und auch Freddys Tonbandaufzeichnungen, in denen er ankündigt, endlich einen großen Bruch begehen zu wollen.
Freddy ist unterdessen in das Kaufhaus eingebrochen und will über einen Fahrstuhl in die Verkaufsräume eindringen. Gerade die Etagentür, die er sich ausgesucht hat, wurde jedoch von innen mit einem Seil gesperrt, da der Fahrstuhl als defekt galt. Da er nun tatsächlich weder rauf- noch runterfährt, Freddy jedoch auch die Tür zu den Verkaufsräumen aufgrund des Seils und fehlenden Messers nicht öffnen kann, versucht er die Seile mit Feuer zu durchtrennen. Dabei setzt er Papier in Brand. Der Qualm führt bei dem Asthmatiker zu Luftnot, doch kann er sich über den Notausstieg des Fahrstuhls aus der Kabine retten. Das Feuer sorgt unterdessen für Feueralarm. Peter Fuchs ahnt, dass der Alarm etwas mit Freddys angekündigtem Bruch zu tun hat, und begibt sich zum Kaufhaus.
Freddy seilt sich vom Fahrstuhl in den Schacht ab, muss unten jedoch feststellen, dass sämtliche Türen verschlossen sind. Er klettert mit letzter Kraft wieder am langen Seil nach oben und versucht, auf dem Fahrstuhl liegend zu Luft zu kommen. Er hört, wie Peter Fuchs und der dazugeholte Kulle im Nebenaufzug in seiner Etage ankommen. Aufgrund der Brandspuren ahnt Peter Fuchs, dass Freddy noch im Gebäude ist. Der versucht, sich flüchtend erneut abzuseilen, hat jedoch keine Kraft mehr. Er stürzt in die Tiefe. Im Krankenhaus wird seinen Eltern mitgeteilt, dass er zwar überlebt hat, jedoch querschnittgelähmt sein wird. Am Ende sieht man Hermann, der Freddy im Rollstuhl durch die Straßen der Stadt schiebt.

## Produktion
Inklusive Risiko wurde vom 28. November 1983 bis 30. Januar 1984 in Berlin und Umgebung sowie in Erfurt gedreht. Die Kostüme des Films schuf Anneliese Pulst, die Filmbauten stammen von Reinhard Welz. Der Film erlebte am 16. Dezember 1984 im 1. Programm des Fernsehens der DDR seine Premiere. Die Zuschauerbeteiligung lag bei 52,7 Prozent.
Es war die 94. Folge der Filmreihe Polizeiruf 110. Hauptmann Peter Fuchs ermittelte in seinem 55. Fall. Im Abspann wird der Hauptdarsteller, Dirk Nawrocki, der 1984 in die Bundesrepublik Deutschland übersiedelte, nicht erwähnt. 